# Gefecht bei Taukkyan
Japanische Eroberung 1941/42

Bilin – Sittang – Pegu (Taukkyan) – Rangun – Yunnan-Burma-Straße (u.a. Tachiao – Oktwin – Toungoo – Yenangyaung – Lashio I)
1942/43

Burma-Kampagne 1942–1943

Arakan I – The Hump – Chindits
1944

Schlacht um Nordburma und West-Yunnan 1943–1945

Burma-Kampagne 1944

Arakan II – Ha-gō – Lashio II – Sangshak – Myitkyina – U-gō (Imphal – Kohima – Tennisplatz) – Mogaung – Song shan/Huitong-Brücke – Dan-gō
1944/45

Burma-Kampagne 1944–1945

Bhamo – Arakan III (Kangaw und Höhe 170 – Ramree) – Meiktila/Mandalay – Pakokku – Lashio III – Tanlwe Chaung – Operation Dracula – Sittang
Das Gefecht bei Taukkyan oder auch Gefecht um die Straßensperre bei Taukkyan fand am 7. und 8. März 1942 statt, als die Überreste der burmesischen Armee auf ihrem Rückzug aus Rangun nach Nordwesten von japanischen Streitkräften eingekesselt wurden. Es gelang ihnen jedoch am 7./8. März die Straßensperre bei Taukkyan aufgrund eines Fehlers von Oberst Takanobu Sakuma, dem Kommandeur des 214. Regiments, zu durchbrechen. Sakuma war befohlen worden, die Hauptstraße nördlich von Rangun zu blockieren, während der Hauptteil der 33. Division Rangun umrundete, um von Westen anzugreifen.

## Lage
Das Dorf Taukkyan (burmesisch: Htauk Kyant) ist ein Dorf in der Gemeinde Kale, Distrikt Kale, in der Sagaing-Region im Westen Burmas. Es liegt an einer Kreuzung, an der die Straße von Rangun nach Norden in Richtung Prome auf die Straße nach Osten nach Pegu trifft, wobei letztere strategisch günstig gelegen war, um Rangun vor einem Angriff aus dem Osten zu schützen. Truppen der indischen 48. Brigade unter Brigadier Noel Hugh-Jones besetzten daher den Ort Anfang 1942. Allerdings war es den Japanern gelungen diese Truppe einzukesseln.
Am 6. März wurden Männer des 1. Bataillons des 11. Sikh-Regiments von Rangun nach Norden geschickt, um Pegu zu entlasten. Sie hielten jedoch auf einem Teil des Weges dorthin an, um eine Verteidigungsposition auf der Straße zwischen Taukkyan und Pegu zu errichten, nachdem Berichte über eine umfassende japanische Infiltration zu ihnen gelangt waren. Das Bataillon hielt diese Position über Nacht und am frühen Morgen des 7. März nach der Schlacht von Pegu zogen sich die Überlebenden der Garnison aus Pegu zurück und fielen durch ihre Linien zurück. An diesem Abend zog sich das Bataillon dann in Richtung Taukkyan zurück.
Am 6. März hatte die 33. japanische Division die Rangun-Prome Straße erreicht, die von der Stadt nach Westen und dann nach Norden führte. Für die abziehenden Briten war die Straße der einzige Fluchtweg. Der japanische Kommandant Takanobu Sakuma errichtete mit seinem 214. Regiment ordnungsgemäß eine Straßensperre bei Taukkyan und ging mit seinen beiden anderen Regimentern zu seinen Angriffspositionen weiter. Damit saßen die Briten in der Falle. Das Hauptquartier von General Harold Alexander, die Überreste der 1. burmesischen und 17. indischen Division, die 7. Panzerbrigade und Tausende von Zivilisten benötigten diese Straße, um zu entkommen.

## Das Gefecht um die Straßensperre
Etwa 38,5 Kilometer nördlich von Taukkyan lag die schwer befestigte Straßensperre der Japaner. Sie bestand aus zwei 75-mm-Kanonen und mehreren Maschinengewehren, die von den Flanken abgefeuert werden konnten.
Lieutenant Colonel F. R. C. Fosdick, der Kommandant der 7th Hussars, schickte eine Truppe der B-Staffel mit Infanterieunterstützung, um die Sperre zu räumen. Ein vorrückender Stuart-Panzer wurde von einer 75-mm-Granate getroffen und die Infanterie erlitt schwere Verluste. Die Kanonen der Essex Yeomanry unterstützten dann die B-Staffel, 2nd Royal Tank Regiment (RTR), zusammen mit dem 1. Bataillon des Gloucestershire Regiment, das ebenfalls scheiterte.
Die Situation schien so verfahren, dass General Alexander Generalleutnant Hutton sogar einmal vorschlug, die britischen Truppen könnten sich auflösen und versuchen, sich durch den Dschungel nach Norden vorzukämpfen. Für den Morgengrauen war jedoch ein dritter Angriff mit der A-Staffel der 7th Hussars, 1/10 Gurkhas und 1/11 Sikhs geplant, die von Bombenangriffen der Royal Air Force und der gesamten verfügbaren Artillerie unterstützt wurden.
Das 1. Bataillon der 11. Sikhs unter dem Kommando von Captain Edgar Ernest Spink und das 1. Bataillon der 10. Gurkhas waren die einzigen verfügbaren frischen Truppen und mussten daher den Angriff auf die Straßensperre übernehmen. Um 7:30 Uhr am 8. März sollte das Sikh-Bataillon etwa 900 Meter östlich der Straße und die Gurkhas in einer ähnlichen Position westlich der Straße in Position sein. Die 13th Frontier Force Rifles sollten etwas südlich der Straßensperre eine Position direkt auf der Straße halten. Für 8:45 Uhr war ein Beschuss der Sperre durch eine Batterie Feldartillerie vorgesehen und die Gurkhas und die Sikhs sollten dann von entgegengesetzten Seiten angreifen.
Als es kurz nach 7:00 Uhr hell wurde befanden sich die Sikhs in einigen flachen, offenen Reisfeldern mit einer zwei Meter hohen Ölpipeline zu ihrer Linken zwischen ihnen und der Straße. Die Japaner schien sich etwa 500 Meter entfernt in einem Dschungelstreifen zu befinden, der die Straßensperre abdeckte. Die beiden Kompanien B und C sollten den Angriff durchführen und die Kompanie D sollte bei der Eroberung das Ziel durchqueren, während die Kompanie A sich in Reserve mit dem Bataillonshauptquartier in der Nähe der Pipeline befinden sollte. Die Kompanien zogen daher im Schutz des frühen Morgennebels in ihre Formationsbereiche und warteten im Freien liegend ihre Befehle ab. Es gab absolut keine Deckung und die Männer hatten keine Werkzeuge zum Graben. Als die Kompanie A auf zwei japanische Reiter feuerte die vorne aus dem Dschungel auftauchten und sich sofort zurückzogen, war deren Stellung aufgeflogen. Eine halbe Stunde später tauchten siebzehn japanische Flugzeuge auf, kreisten über der Straßensperre und steuerten dann direkt auf das Bataillon zu. Im Sturzflug bombardierten sie die Sikhs und schossen mit ihren Maschinengewehren auf die Männer. Ein Feldgeschütz und einige Maschinengewehre eröffneten aus dem Dschungel ebenfalls das Feuer. Bomben, Granaten und Maschinengewehrfeuer bedeckten das gesamte Bataillonsgebiet, wirbelten Erde und Splitter in alle Richtungen auf und fügten dem Bataillon schwere Verluste zu.
Nachdem es keine Anzeichen des vereinbarten Artilleriebeschusses um 8:45 Uhr gab, zog die B-Kompanie los, um die Straßensperre anzugreifen. Die anderen Kompanien folgten ihrem Beispiel. In zwei Minuten stürmten etwa 600 Sikhs über die Reisfelder, alle mit aufgepflanzten Bajonetten und in bester Formation. Das war zu viel für die Japaner, die die Straßensperre sofort verließen und flohen.
Die Sikhs beschlossen die Anhöhe zu halten und nahmen eine gute Position ein. Kurz darauf unternahmen etwa 50 Japaner einen Gegenangriff, während vier japanische Flugzeuge zwölf Bomben auf die Position der Sikhs abwarfen. Den Japanern gelang die Eroberung eines Abschnittsposten, jedoch konnten die Sikhs die vorherige Situation schnell wieder herstellen, woraufhin sich die Japaner direkt zurückzogen.
Von den Gurkhas, die die Straßensperre von Westen her hätten angreifen sollen, war nichts zu sehen. Später wurde bekannt, dass sie sich in ihr Formationsgebiet verirrt und den Angriff nicht ausführen konnten.
In der Folge gab es keine japanische Gegenattacke mehr und die Sikhs waren fest auf der Anhöhe etabliert. Der gesamte Transport der Burma-Armee strömte jetzt durch die Bataillonsstellung und hatte die Position bis kurz nach Mittag durchquert. Kurz nach 18:00 Uhr wurde den Sikhs befohlen sich zurückzuziehen und als Nachhut für die Burma-Armee zu fungieren.

## Nach dem britischen Abzug
General Iida Shōjirōs Masterplan hatte vorgesehen, Rangun von Westen her zu erobern, und er war sich sicher, dass die britischen und indischen Streitkräfte bleiben und in Rangun kämpfen würden, wie er es unter ähnlichen Umständen getan hätte. Nachdem General Sakurai Shōzō, der kommandierende Offizier der japanischen 33. Infanteriedivision, die Hauptstraße sehr effizient blockiert hatte und nachdem seine gesamte Formation bei Taukkyan die Straßensperre überquert hatte, gehorchte er seinen Befehlen und gab die Straßensperre auf. Als er in Rangun ankam, stellte General Sakurai erstaunt fest, dass die Stadt unverteidigt und leer war. Die britischen und indischen Formationen, die sich aus Rangun zurückzogen, waren gleichermaßen überrascht, einen Vorsprung zu bekommen.
Nach dem Fall von Rangun beschlossen die Alliierten im Norden Burmas Stellung zu beziehen. Sie hofften, das das chinesische Expeditionskorps in Burma, bestehend aus der 5. Armee unter Generalleutnant Tu Yu-ming und der 6. Armee unter Generalleutnant Kan Li-chu in den Flusstälern von Sittang bzw. dem Salween auf einer Ebene mit Taunggyi, mit der 66. Armee von Generalleutnant Ch'en Ch'eng weiter nördlich in der Nähe von Lashio, dem südlichen Endpunkt der Burmastraße helfen könnte, den weiteren japanischen Vormarsch aufzuhalten.

## Kriegsgräberstätte Taukkyan(Taukkyan War Cemetery)

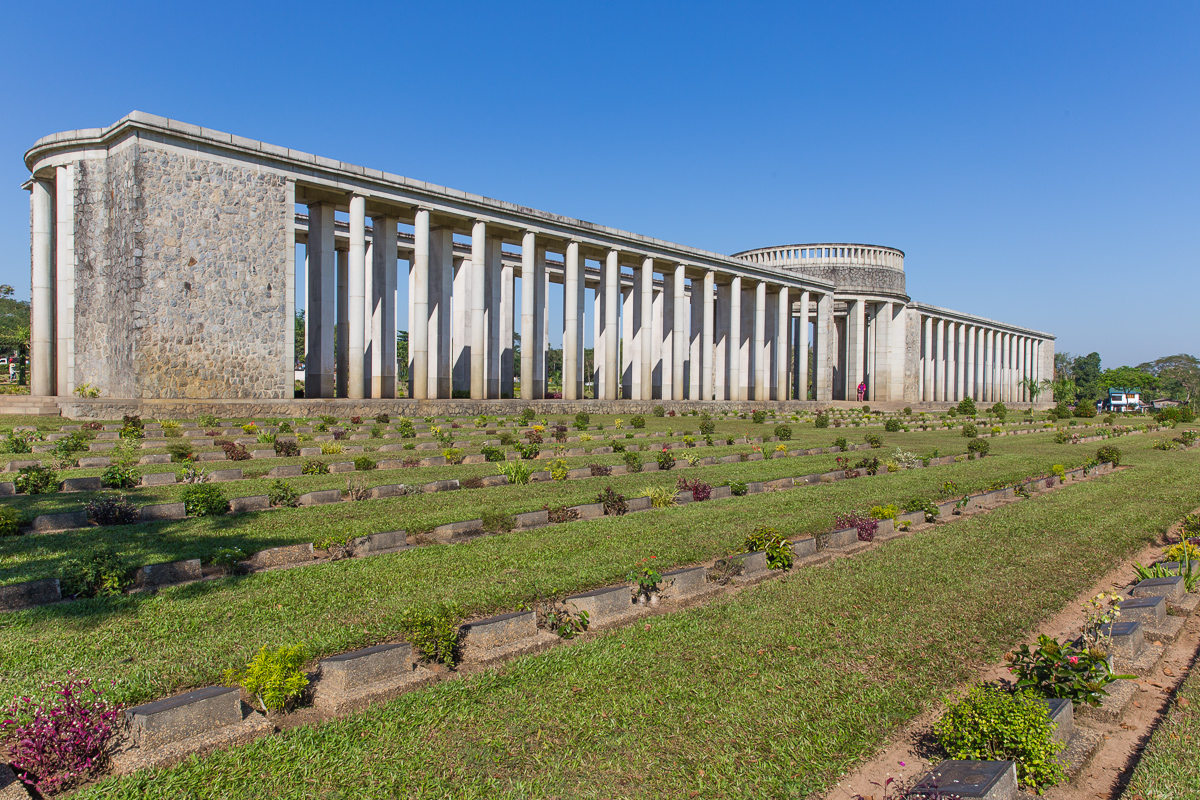
Taukkyan Kriegsgräberstätte

Der Soldatenfriedhof in Taukkyan wurde 1951 für die Aufnahme von Gräbern von vier Schlachtfeldfriedhöfen eröffnet. Er ist die größte Kriegsgräberstätte in Myanmar. Dort befinden sich die Gräber von Soldaten, die in Akyab, Mandalay, Meiktila und Sahmaw kämpften und deren Gräber in diesen Orten schwer zugänglich waren und nicht gepflegt werden konnten.
Derzeit liegen auf dem Friedhof 6.389 Commonwealth-Mitarbeiter des Zweiten Weltkriegs begraben. Von ihnen sind 867 nicht identifiziert. Es sind ebenfalls 52 Commonwealth-Soldaten des Ersten Weltkriegs hierhin überführt worden.
Das Rangun Memorial trägt die Namen von fast 27.000 Männern der Landstreitkräfte des Commonwealth, die während der Feldzüge in Burma starben und von denen kein Grab bekannt ist.